# KBC Group
KBC Group N.V. — бельгійський універсальний багатоканальний банк-страховик, що фокусується на приватних клієнтах та малих і середніх підприємствах у Бельгії, Болгарії, Чехії, Угорщині та Словаччині. Він був створений у 1998 році шляхом злиття Kredietbank (KB), кооперативу CERA Bank, ABB Insurance та Fidelitas Insurance. Абревіатура KBC розшифровується як K — rediet — B — bank та C — ERA — ера.
Входить до структури Інтер-Альфа Груп.
KBC займає сильні позиції на ринках  Бельгії, Центральної та Східної Європи, а також має широку мережу обслуговування в рамках Європейської концепції «Private Banker». Група вибірково представлена в ряді інших країн і регіонів по всьому світу.

## Надбання
- 2006 — у грудні KBC оголосила про придбання найбільшої незалежної лізингової компанії Румунії — Romstal Leasing і 7-го по величині страхового брокера Румунії — INK. KBC Securities придбала другого найбільшого незалежного брокера Румунії — Swiss Capital і лідируючого онлайн брокера Угорщини — Equitas. KBC також оголосила про угоду з основними акціонерами A Bank (Белград, Сербія) про придбання основної частки в цьому банку за допомогою публічної пропозиції про покупку.
- 2007 — в кінці січня KBC і Kontakt Sofia досягли угоди про придбання 70% акцій DZI Insurance, лідера ринку страхування, включаючи страхування життя в Болгарії. Після придбання KBC організовує публічну пропозицію на покупку решти 30% акцій. У межах цієї угоди KBC також придбає DZI Invest, активного брокера цінних паперів на болгарському ринку.
- 2007 — підписано угоду між KBC Group та акціонерами "Абсолют Банку" про придбання нею 92,5% акцій. Станом на 21 липня 2009 року KBC володіє 95% акцій "Абсолют Банку".

## Діяльність і лістинг на біржах
KBC Group включена в лістинг на EuroNext Brussels і Люксембурзькій фондовій біржі. Маючи в своєму розпорядженні ринковий капітал близько 35 млрд євро, KBC є однією з найбільших компаній у Бельгії і однією з лідируючих фінансових груп у Європі. 51 000 співробітників KBC Group обслуговує близько 11 млн клієнтів.